# Microchlamylla amabilis
Microchlamylla amabilis is een slakkensoort uit de familie van de Coryphellidae. De wetenschappelijke naam van de soort werd voor het eerst geldig gepubliceerd in 1991 door Hirano & Kuzirian als Flabellina amabilis.